# ایکاروس (ستاره)
ایکاروس یا MACS J1149 Lensed Star 1 یک ابرغول آبی است که با کمک عدسی گرانشی دیده شد. ایکاروس دورترین تک-ستارهٔ شناسایی شده از زمین است و در فاصله ای نزدیک به ۱۴ میلیارد سال نوری قرار دارد (انتقال به سرخ z=۱٫۴۹، فاصله همراه برابر با ۱۴٫۴ میلیارد سال نوری و زمان کیهانی برابر با ۹٫۳۴ میلیارد سال). این ستاره در آوریل ۲۰۱۸ شناسایی شد. نور این ستاره ۴٫۴ میلیارد سال پس از مه‌بانگ منتشر شده‌است. به گفتهٔ پاتریک کِلی یکی از شناساگران این ستاره، این ستاره احتمالاً نسبت به آخرین ستارهٔ غیر ابرنواختر به نام SDSS J1229+1122، نزدیک به ۱۰۰ برابر دورتر است و نخستین تک-ستارهٔ بزرگنمایی شده‌است که تا کنون مشاهده شده.

## پیشینه
در آوریل و مه ۲۰۱۶ با کمک داده‌های بدست آمده از هابل یک ابرغول آبی شناسایی شد. پاتریک کِلی از دانشگاه مینه‌سوتا هدایتگر اصلی تیم بود و اطلاعات را در نیچر منتشر کرد.
در حالی که ستاره شناسان از سال ۲۰۰۴ در حال جمع‌آوری تصاویر ابرنواخترها بودند به نقطه ای نورانی رسیدند که در سال ۲۰۱۳ در تصاویر آمده بود اما در ۲۰۱۶ بسیار روشن‌تر شده بود. آن‌ها به این نتیجه رسیدند که این منبع نور یک ستاره است که نور آن توسط همگرایی گرانشی نزدیک به ۲۰۰۰ بار قوی تر شده. این نور نه تنها توسط یک خوشه کهکشانی در فاصلهٔ ۵ میلیارد سال نوری قوی تر شده بلکه جرم دیگری تقریباً سه برابر جرم خورشیدی باعث اثر ریزهمگرایی گرانشی در آن شده. احتمالاً اثر خوشتهٔ کهکشانی نزدیک به ۶۰۰ و اثر ریزهمگرایی گرانشی نزدیک به ۴ بوده و باعث شده نقطهٔ روشنی در تصاویر ۲۰۱۶ دیده شود. نکتهٔ دیگر در تصاویر این است که احتمالاً این یک ستاره دوتایی است. جرم مؤثر در ریزهمگرایی گرانشی احتمالاً یک ستاره یا یک سیاه‌چاله در خوشهٔ کهکشانی است.
معمولاً جرم‌هایی که در این فاصله قابل مشاهده‌اند یا یک کهکشان کامل اند یا یک اختروش یا ابرنواختر اما از آنجایی که نور این ستاره چندین بار بزرگنمایی شده امکان مشاهدهٔ آن به وجود آمده‌است. ستاره شناسان به این نتیجه رسیدند که نور بدست آمده در تصویر از یک ستارهٔ پایدار است و نه یک ابرنواختر چون دمای آن در نوسان نیست همچنین از روی دما دریافتند که ستاره از نوع ابرغول آبی است.
نور این ستاره هنگامی منتشر شده‌است که احتمالاً جهان هستی ۳۰ درصد سن فعلی را داشته‌است. به نظر کِلی با کمک اثر ریزهمگرایی گرانشی می‌توان ستاره‌های مربوط به دوران آغازین هستی را شناسایی کرد. برپایهٔ عمر چنین ستاره‌هایی احتمالاً این ستاره دیگر یک ابرغول آبی نیست.

## نامگذاری
کِلی، ستاره‌شناس یابندهٔ این ستاره می‌خواست نام آن را وارهول بگذارد به یاد فیلم ۱۵ دقیقه شهرت اثر اندی وارهول اما در نهایت مجموعهٔ تیم به این نتیجه رسید که نام آن را برپایهٔ شخصیت افسانه ای ایکاروس بگذارد.